# Mimela heterochropus
Mimela heterochropus är en skalbaggsart som beskrevs av Blanchard 1851. Mimela heterochropus ingår i släktet Mimela och familjen Rutelidae. Utöver nominatformen finns också underarten M. h. hopei.